# Jim Ware
James Edward Ware, detto Jim (Natchez, 2 maggio 1944 – gennaio 1986), è stato un cestista statunitense, professionista nella NBA e nella ABA.

## Carriera
Venne selezionato dai Cincinnati Royals al terzo giro del Draft NBA 1966 (26ª scelta assoluta).